# 安德魯·米勒 (棒球員)
安德魯·馬克·米勒（英語：Andrew Mark Miller，1985年5月21日—），美國職業棒球選手。此前他曾效力於老虎、馬林魚、紅襪、金鶯、洋基、印地安人與紅雀等隊。官方登陸的身高為6呎7吋（約201公分），體重則是205磅（約93公斤）。
在生涯的早期，米勒是一名先發投手，其成績差強人意，轉任後援角色後投出個人定位。他的武器球是軌跡極大、對打者極具威脅性的滑球。他曾獲得2016年美国联盟冠军赛最有價值球員，生涯二度獲選全明星陣容，也曾得到救援投手獎。此外，米勒是2017年世界棒球經典賽美國代表隊的一員。

## 生平

### 早年
米勒在佛州蓋恩斯維爾出生，父親大衛（David）從事會計和不動產開發工作，媽媽奇姆（Kim）是護理人員。叔叔丹（Dan）在大學時是一名足球員。
2006年獲選為大西洋岸聯盟最佳投手、《棒球美國》大學最佳投手，此外也獲得大學最佳投手之克萊門斯獎。

### 職業生涯

#### 底特律老虎
米勒在2006年選秀會前被視為首輪第1指名，最後由第6順位的底特律老虎選中，並在8月4日簽約加盟，他的合約總值為9,000,000美元（含激勵獎金）。2006年8月30日是他的大聯盟初登板，在客場對上紐約洋基，主投1局無失分。由於控球不佳（9+1⁄3局投出10次保送），老虎並未將他帶入季後賽名單。不過，《棒球美國》仍將米勒評為當年排名第2的老虎新秀，滑球更是老虎農場最佳。
2007年5月18日，米勒替代Jeremy Bonderman先發上場，這是他首次在大聯盟先發，面對聖路易紅雀投出6局無失分的表現，也摘下生涯第1勝。之後，他重新被下放小聯盟，在6月10日又因Nate Robertson進入傷兵名單，因而重回大聯盟。在2007年球季，米勒總計有5勝5負、防禦率5.63的成績，相較於對陣左打者的顯著優勢（被打擊率1成75），右打者對他的投球則有較好的掌握（被打擊率3成12）。

#### 佛羅里達馬林魚

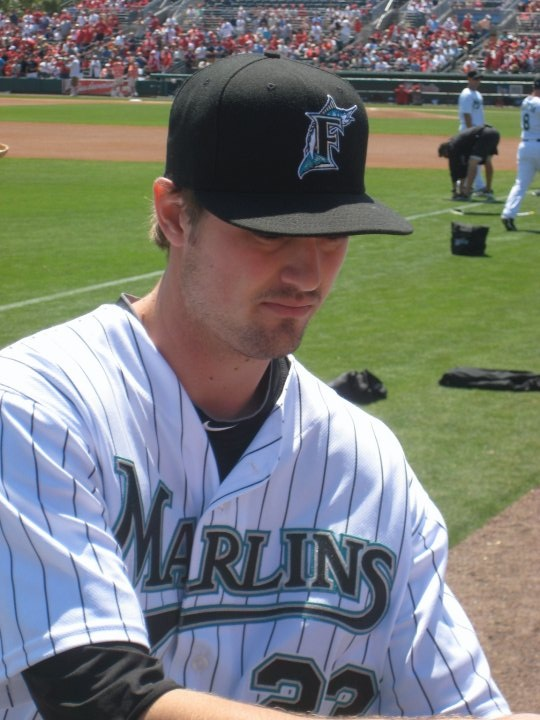
2010年的米勒，身著馬林魚制服

2007年12月5日，老虎將米勒與其他五名選手交易至佛羅里達馬林魚。米勒在馬林魚成為先發輪值的一員，在2008年7月18日因右膝傷勢進入傷兵名單之前，他在100+2⁄3局的投球當中獲得5勝9負的成績，防禦率為5.63。9月1日，米勒重返大聯盟，以後援身分出發。直到賽季結束為止，其表現沒有顯著的進步，「恐右」的現象依舊（右打被打擊率3成21）。
米勒在2009年球季的定位原是後援投手，不過馬林魚仍在4月15日讓他先發。五天後，他因核心肌群傷勢進入傷兵名單，直到5月16日離開為止。馬林魚球團在7月20日將米勒重新下放至小聯盟。2010年球季的米勒自馬林魚小聯盟系統出發，重返先發投手的定位。

#### 波士頓紅襪
2010年11月12日，米勒被交易到波士頓紅襪。一個月後，紅襪未與米勒換約，之後在2010年12月16日重新將他簽回，期間關於他投球機制的問題曾被提及。2011年，米勒仍自小聯盟展開球季，這時他仍是一名先發投手。6月19日，米勒升上大聯盟。在7月15日作客坦帕灣光芒的比賽中，被本·佐布里斯特敲出一發滿貫砲，承擔敗投。

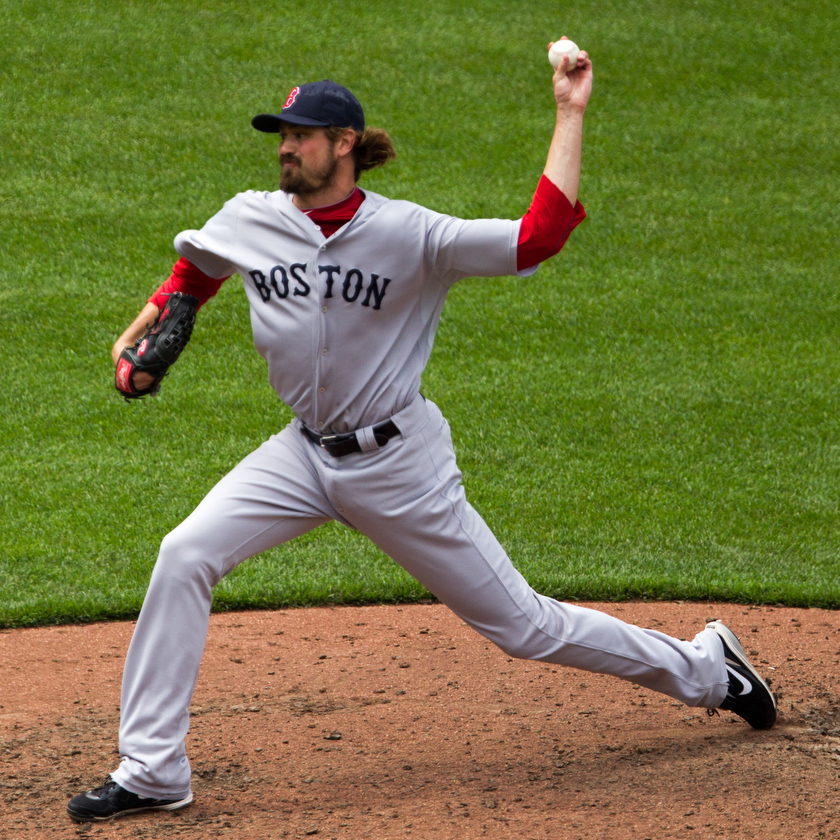
2012年的米勒

2012年球季一開始，米勒仍在傷兵名單中，在重返大聯盟後，紅襪球團將他調至牛棚，此後他固定以後援的身分出賽。在2012年球季，他的表現為3勝2負、防禦率3.35、每9局三振率11.38，其左打對戰打擊率（1成49）是美聯所有投手中第2位，亦是紅襪隊史自1974年以來表現最佳的左投。31場令對手無安打的出賽表現，則是當年紅襪牛棚第一人。
2013年7月6日，米勒在防守本壘時受傷，其傷勢使整個剩餘球季宣告報銷。在大約半個球季的期間，他繳出了較去年更為進步的2.64防禦率、14.1三振率，其三振/保送比（K/BB）是全大聯盟次佳的2.82。季後，他隨同隊友得到了世界大賽的冠軍戒指。2014年，米勒在波士頓主場的表現堪稱堅不可摧，在23局的投球中，繳出0.39防禦率、1成05對戰打擊率的表現，對手的上壘率僅2成29。

#### 巴爾的摩金鶯

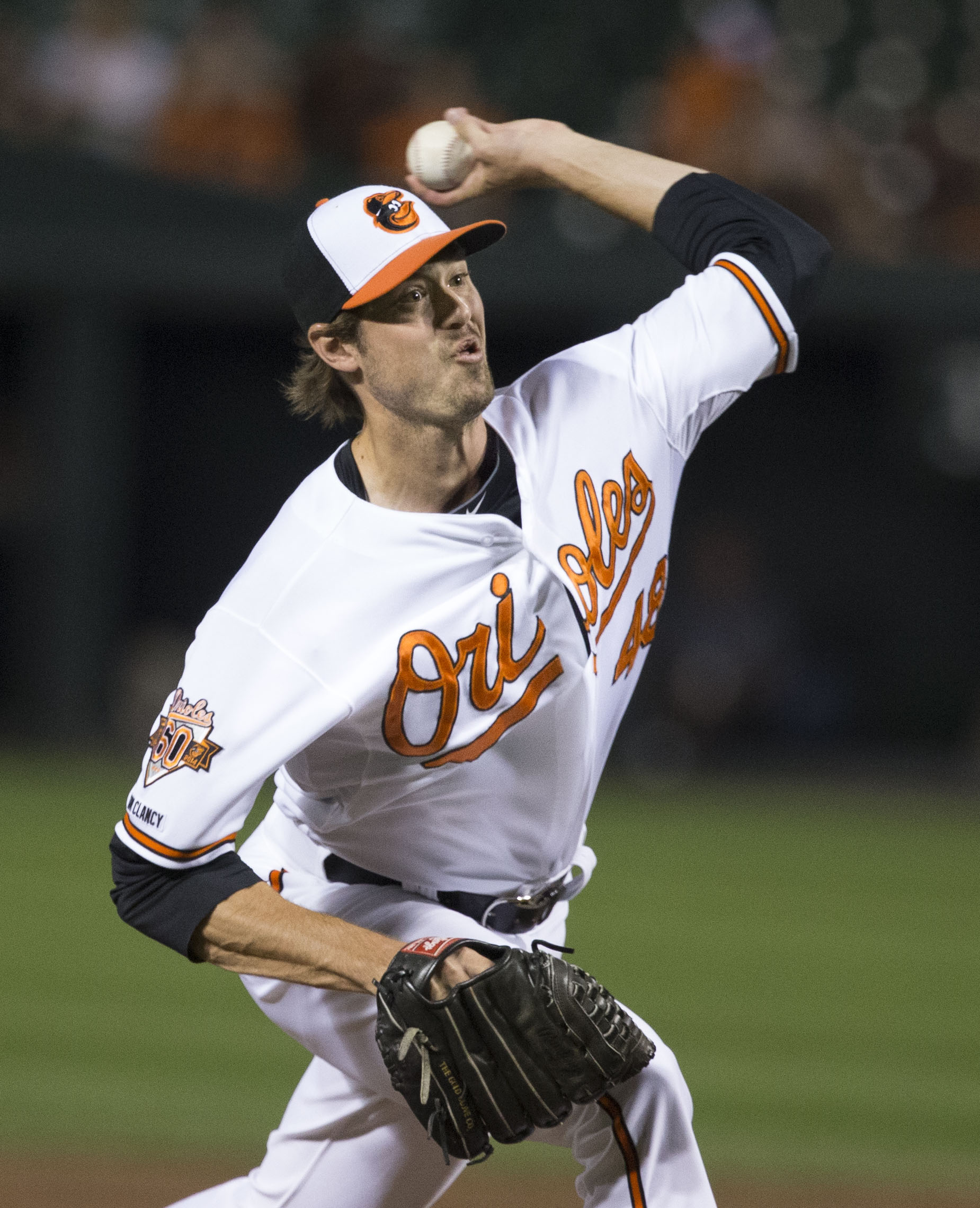
2014年的米勒

2014年7月31日，米勒被交易到巴爾的摩金鶯。9月7日，面對光芒拿下生涯首個救援點。9月16日，金鶯贏得17年來第一面美東錦旗，米勒也在該場比賽登板後援，面對二名打者，將他們盡皆三振。這年他的滑球成為全聯盟最難對付的球路之一，打者對戰米勒滑球的打擊率甚至不到1成（.071）。總計他在巴爾的摩出賽23場，留下2勝0負、1.35防禦率的成績。當年的美聯分區系列賽由金鶯對陣老虎，米勒亦取得其中一個中繼點。在季後賽，米勒共面對24名打者，解決了其中22人。

#### 紐約洋基
2014年12月5日，米勒以自由球員的身份與紐約洋基簽下4年36,000,000美元的合約。季前洋基總教練喬·吉拉迪便表示，米勒將與戴林·貝坦西斯共同負責第9局的投球任務。賽季開始，米勒繳出連續17+2⁄3局無失分的表現，在4月8日取得身著洋基制服的首次救援成功。4月27日，他達成一項特殊的紀錄：在20場比賽中救援成功8次，為洋基隊史第一人。

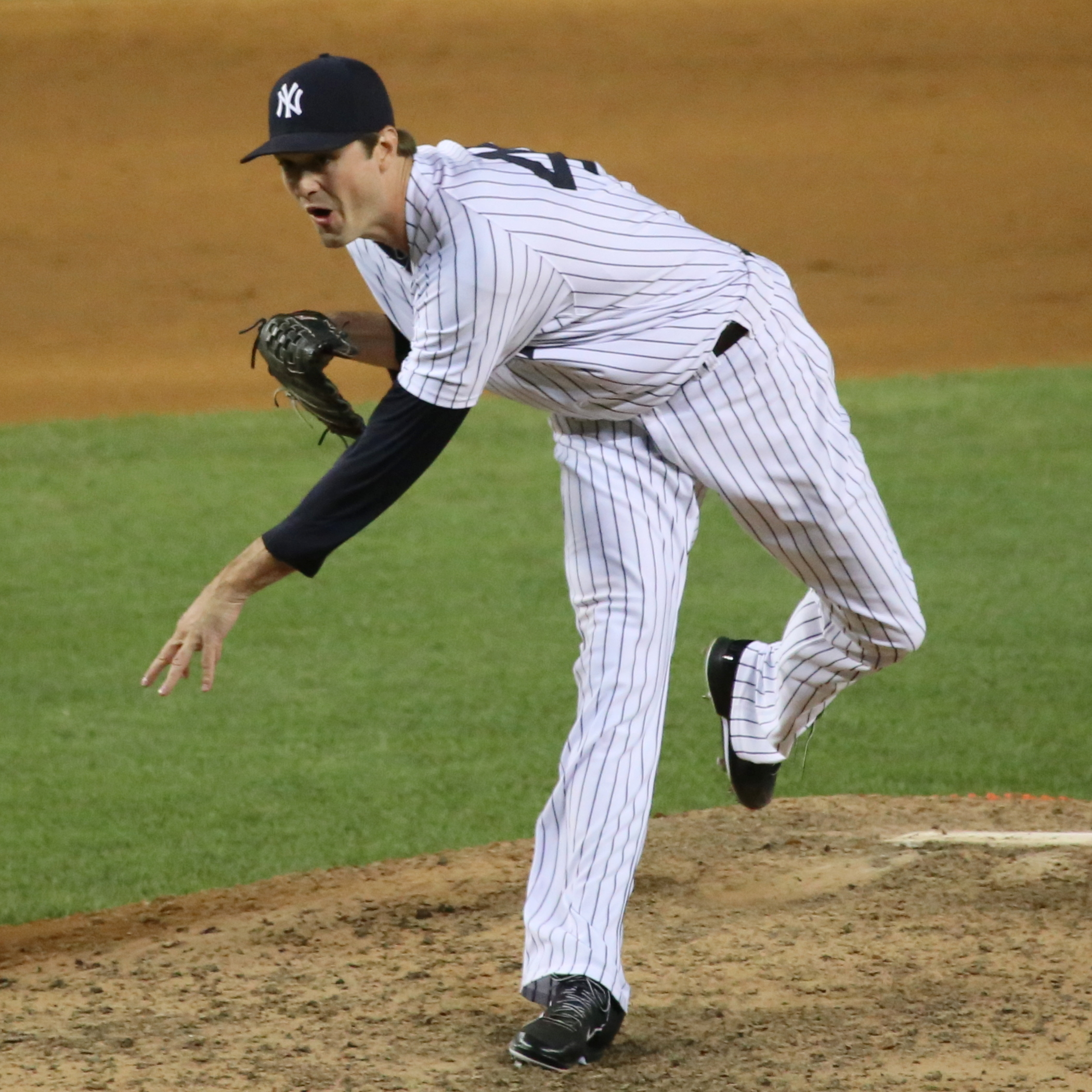
2015年的米勒

米勒在2015年球季的表現為2.04防禦率、36次救援成功，在61+2⁄3局投球當中，三振100名打者。此外，對戰右打者的劣勢在今年顯出大幅度的進展，其右打對戰打擊率僅1成30，為全大聯盟最佳，他也因此獲得年度救援投手獎，並在當年的賽揚獎票選中排名第10位。進入2016年，在春訓時米勒的右手遭到回擊球擊中，導致了輕微的骨折現象，但他決定帶傷投球。米勒本人對此表示：「從維基百科來看，那塊骨頭實在不太重要，沒什麼大不了的。」 因應阿羅魯迪斯·查普曼的加入，米勒將調整為佈局投手的角色。不過，隨著前者在開季遭到禁賽30場，米勒「代班」擔任終結者，取得9次救援成功。2016年球季米勒與貝坦西斯、查普曼仨成為大聯盟最有效率的後援投手連線，米勒個人也入選明星賽。他在沛可球場所舉辦的明星賽中登板後援，拿下2個出局數後，在滿壘時被換下場，不過最後沒有失分。總計米勒上半季共出賽44場，投45+1⁄3局，送出77次三振，有1.39防禦率的表現。

#### 克里夫蘭印地安人
2016年7月31日被交易至克里夫蘭印地安人。8月6日，米勒在洋基球場代表印地安人出賽，取得救援成功，使他成為1988年以來第一位在同一年當中代表/面對洋基皆能取得救援點的投手。

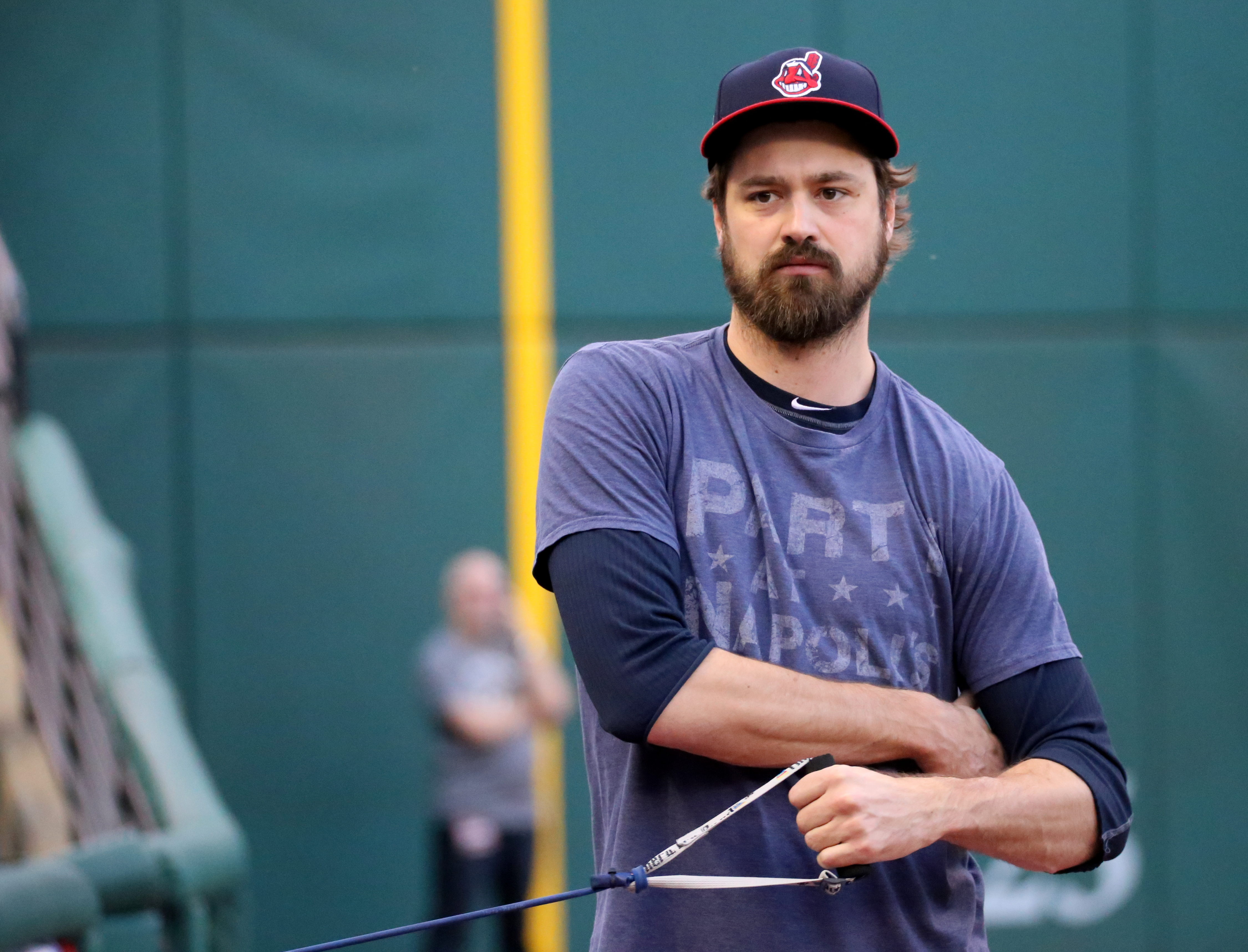
2016年季後賽期間的米勒

在印地安人，米勒成為後援陣容的一枚活棋，他能夠在第5局上場，也能在延長賽雙方僵持不下時登板。總計米勒在2016年下半季投出1.55防禦率的表現，29局投球中送出46次三振，僅2次保送。整個賽季通算的三振數為123次，保送9次，他亦成為大聯盟史上首位投出120次以上的三振，同時賽季保送數在10次以內的投手。
當年的美聯分區系列賽，米勒面對波士頓紅襪出賽2場，4局中送出7次三振，其演出受到名人堂投手、前紅襪強投佩卓·馬丁尼茲的肯定。「我參與過許多季後賽，從未見過任何人擁有這般宰制力，即使是马里安诺·李维拉也無法像（今年的）米勒一樣強凌打者。」 到了美聯冠軍賽，米勒在第3場拿下個人生涯第一次季後賽的救援成功，總計系列賽對陣對手多倫多藍鳥4場無失分，主投7+2⁄3局期間投出14次三振，獲選系列賽的最有價值球員。直到此刻為止，米勒在季後賽已連續20局沒有失分。
2016年世界大賽，米勒在第3場獲得勝投，這是他在世界大賽的首勝。該場比賽他投1+1⁄3局，4個出局數中有3次皆是三振，在2016年季後賽已連續15局無十分，這是單一季後賽的大聯盟新紀錄。世界大賽第4場，再取得2次三振，使他在今年季後賽的三振數來到29次，成為新任的季後賽三振王。在兩隊最終的第7戰，米勒讓5名小熊打者上壘，失2分，印地安人最終無緣冠軍。
2017年球季，米勒再次入選明星賽，在比賽最後三振了科迪·貝林傑，取得個人第1次明星賽救援成功。下半季米勒二度因右膝傷勢進入傷兵名單，直到9月14日才返回大聯盟陣容。他在2017年的賽季成績是4勝3負，1.44防禦率，出賽57場投62+2⁄3局，有95次三振、21次保送，另有2次救援成功。10月8日，印地安人在美聯分區系列賽第3場負於洋基，米勒被葛雷格·柏德打出全壘打，這1分是比賽的分水嶺，米勒也承擔了敗投，這是他生涯的季後賽首敗。總計米勒在2017年季後賽出賽4場，5局的投球中投出8次三振。

#### 聖路易紅雀
2018年12月21日，米勒與紅雀達成2年25,000,000美元合約，附帶2021年的指定選擇權（vesting option）。他在2019年球季有5勝6負、4.45防禦率的表現，54+2⁄3局送出70次三振。
米勒在2020年的縮水賽季共負擔13局的投球，防禦率為2.77，投出16次三振。季後他與球團的選擇權獲得執行，2021年球季續留紅雀。

#### 退休
米勒(Andrew Miller)宣布結束16年大聯盟生涯，現年36歲的他曾效力七隊，包括底特律老虎、邁阿密馬林魚、波士頓紅襪、巴爾的摩金鶯、紐約洋基、克里夫蘭印地安人以及聖路易紅雀。以先發投手身份於 2006 年出道，2012 年轉入牛棚角色後從而獲得成就，更分別在2015、2016賽季獲賽揚獎選票，他生涯登板612場（829 局），繳出成績55勝55敗、防禦率4.03、63次救援、979次三振。

## 技術特點
生涯早期，身為先發投手的米勒因投球機制問題而表現欠佳。老虎總教練Jim Leyland曾表示，米勒「臂展極長，但對他而言，重複單一的投球動作相當困難⋯⋯他的控球並不好，不過我想他正在改善當中。」 此外，他慣於以快速球搶下好球數的習性，也容易遭到打者識破。在擔任先發時期，老虎球團對他的定位是速球派投手，到了馬林魚卻必須以變化球（變速、曲球）為主，也令米勒適應不良。不過，滑球一直都是米勒的武器球種，其球速約在83至87英哩之間。在轉型期間，隨著他更多地以滑球取代變速球的使用，米勒漸漸成為聯盟中最具宰制力的後援投手之一。他的滑球以招牌的大軌跡著稱，甚至能繞過右打者的踝部落地。
米勒花了相當大的功夫校正自己的投球問題，除了Leyland給予肯定之外，在紅襪的投手搭檔大衛·羅斯也表示，「他了解何謂成功，何謂失利，也知道必須拿出最佳表現。這就是他的性格」。

## 生涯成績
| 年度       | 球團       | 場次 | 先發 | 完投 | 完封 | 勝投 | 敗投 | 救援 | 中繼 | 勝率  | 局數  | 被安打 | 被全壘打 | 保送 | 四壞 | 觸身球 | 三振 | 失分 | 自責分 | 防禦率 | WHIP |
| ---------- | ---------- | ---- | ---- | ---- | ---- | ---- | ---- | ---- | ---- | ----- | ----- | ------ | -------- | ---- | ---- | ------ | ---- | ---- | ------ | ------ | ---- |
| 2006       | DET        | 8    | 0    | 0    | 0    | 0    | 1    | 0    | 1    | .000  | 10.1  | 8      | 0        | 10   | 0    | 2      | 6    | 9    | 7      | 6.10   | 1.74 |
| 2007       | DET        | 13   | 13   | 0    | 0    | 5    | 5    | 0    | 0    | .500  | 64.0  | 73     | 8        | 39   | 0    | 7      | 56   | 43   | 40     | 5.63   | 1.75 |
| 2008       | FLA        | 29   | 20   | 0    | 0    | 6    | 10   | 0    | 2    | .375  | 107.1 | 120    | 7        | 56   | 4    | 4      | 89   | 78   | 70     | 5.87   | 1.64 |
| 2009       | FLA        | 20   | 14   | 0    | 0    | 3    | 5    | 0    | 1    | .375  | 80.0  | 85     | 7        | 43   | 1    | 2      | 59   | 52   | 43     | 4.84   | 1.60 |
| 2010       | FLA        | 9    | 7    | 0    | 0    | 1    | 5    | 0    | 0    | .167  | 32.2  | 51     | 6        | 26   | 2    | 1      | 28   | 34   | 31     | 8.54   | 2.36 |
| 2011       | BOS        | 17   | 12   | 0    | 0    | 6    | 3    | 0    | 0    | .667  | 65.0  | 77     | 8        | 41   | 0    | 3      | 50   | 43   | 40     | 5.54   | 1.82 |
| 2012       | BOS        | 53   | 0    | 0    | 0    | 3    | 2    | 0    | 13   | .600  | 40.1  | 28     | 3        | 20   | 1    | 2      | 51   | 15   | 15     | 3.35   | 1.19 |
| 2013       | BOS        | 37   | 0    | 0    | 0    | 1    | 2    | 0    | 6    | .333  | 30.2  | 25     | 3        | 17   | 0    | 2      | 48   | 12   | 9      | 2.64   | 1.37 |
| 2014       | BOS        | 50   | 0    | 0    | 0    | 3    | 5    | 0    | 13   | .375  | 42.1  | 25     | 2        | 13   | 2    | 4      | 69   | 13   | 11     | 2.34   | 0.89 |
| 2014       | BAL        | 23   | 0    | 0    | 0    | 2    | 0    | 1    | 9    | 1.000 | 20.0  | 8      | 1        | 4    | 0    | 1      | 34   | 3    | 3      | 1.35   | 0.60 |
| '14計      | BAL        | 73   | 0    | 0    | 0    | 5    | 5    | 1    | 22   | .500  | 62.1  | 33     | 3        | 17   | 2    | 5      | 103  | 16   | 14     | 2.02   | 0.80 |
| 2015       | NYY        | 60   | 0    | 0    | 0    | 3    | 2    | 36   | 0    | .600  | 61.2  | 33     | 5        | 20   | 1    | 5      | 100  | 16   | 14     | 2.04   | 0.86 |
| 2016       | NYY        | 44   | 0    | 0    | 0    | 6    | 1    | 9    | 16   | .857  | 45.1  | 28     | 5        | 7    | 0    | 2      | 77   | 8    | 7      | 1.39   | 0.77 |
| 2016       | CLE        | 26   | 0    | 0    | 0    | 4    | 0    | 3    | 9    | 1.000 | 29.0  | 14     | 3        | 2    | 0    | 0      | 46   | 5    | 5      | 1.55   | 0.55 |
| '16計      | CLE        | 70   | 0    | 0    | 0    | 10   | 1    | 12   | 25   | .909  | 74.1  | 42     | 8        | 9    | 0    | 2      | 123  | 13   | 12     | 1.45   | 0.69 |
| 通算：11年 | 通算：11年 | 389  | 66   | 0    | 0    | 43   | 31   | 49   | 70   | .512  | 628.2 | 575    | 58       | 298  | 11   | 35     | 713  | 331  | 295    | 4.22   | 1.39 |

## 國際賽事
米勒是2017年世界棒球經典賽美國代表隊的一員，在對陣多明尼加的比賽中被尼尔森·克鲁斯、史達林·馬提打出全壘打，導致美國落敗。美國在該年賽事成功登頂，米勒也隨之取得個人第1個國際重大賽事的冠軍。

## 個人生活
米勒與蓋恩斯維爾的同鄉Katie Roark成婚，兩人在故鄉相識。Roark是杜克大学的足球運動員。他們的兒子Max在2012年出生，一家人至2014年為止都居住在佛州坦帕。
米勒最欣賞的運動員是玛丽亚·莎拉波娃，此外他表示自己也喜愛《達文西密碼》和《霹靂男兒》。

## 外部連結
- 球員資訊和成績在MLB，ESPN，Baseball-Reference，Fangraphs，The Baseball Cube，Baseball-Reference (Minors)（英文）
- 安德魯·米勒的X（前Twitter）